# Setarchidae
I Setarchidae sono una famiglia di pesci ossei marini, prevalentemente abissali, appartenenti all'ordine Scorpaeniformes.

## Distribuzione e habitat
Vivono in tutti gli oceani. Sono assenti nel mar Mediterraneo. Vivono prevalentemente nei piani batiale e abissale fino a una profondità di circa 2000 metri. Fanno vita batipelagica.

## Descrizione
L'aspetto di questi pesci ricorda quello dei Sebastidae o degli Scorpaenidae. Di solito la bocca è molto ampia e le pinne pettorali sono particolarmente sviluppate. Sono presenti ghiandole velenifere alla base dei raggi spinosi delle pinne.
Sono pesci di piccola taglia che di solito è inferiore a 20 cm e solo eccezionalmente raggiungono i 25.

## Specie
- Genere Ectreposebastes
  - Ectreposebastes imus
  - Ectreposebastes niger
- Genere Lioscorpius
  - Lioscorpius longiceps
  - Lioscorpius trifasciatus
- Genere Setarches
  - Setarches armata
  - Setarches guentheri
  - Setarches longimanus[2]